# 世田谷区立用賀中学校
世田谷区立用賀中学校（せたがやくりつようがちゅうがっこう）は、東京都世田谷区上用賀にある中学校。

## 概要
- 部活動が盛んで、世田谷区陸上大会では5回連続で優勝している。
  - サッカー部は東京都中学校体育連盟主催の選手権では、第26回（1973年）〜第28回（1975年）までの3大会連続で優勝を果たしている。同大会では、第25回大会でも決勝に進出しており記録が残っている限りでは、この4大会連続決勝戦進出は最多である。

- 生徒会活動も盛んで、生徒会ロゴのモダン化をはじめとする生徒会改革が盛んであった。特に環境問題への取り組みは積極的で、緑のカーテンや提携小学校との木を植えるプロジェクトなど次々に新しい試みを行い、後に世田谷区から表彰される。意見箱を取り入れたのも同時期で、より生徒の意見が反映されやすい仕組みとなった。その結果新しい制服が取り入れられた。

- クラスはA組、B組、C組、D組のようにアルファベットで分けられている。かつてはF組までの6クラス存在していたが、少子化や中学受験をする児童の増加で生徒数は減少し、現在はD組までの4クラスとなっている。そのため、現在では空き教室が多数存在し、それらは更衣室や図書室、多目的室、倉庫、視聴覚室、PTA室、進路相談室、教材室などに活用されている。また、2013年度の新入生により5クラスとなり、E組が追加され、倉庫として使われていた空き教室を教室として使用している

- 校舎は北側に、西側に体育館がある。校舎と体育館は空中廊下と呼ばれる渡り廊下でつながっているため、生徒は外の出ることなく移動できる。また、体育館に付属して、格技室や特活室がある。特活室は、講演会や集会、国政選挙や地方選挙の際の投票所、吹奏楽部の練習場所として使用されている。

- テニスコートが都内の公立中学校にしては珍しいオムニコートで、けやきネットというサイトで予約をして利用することもできる。

- 2011年度からは、かつて美術室や被服室として使われていた教室を活用して保育園が開園した。校舎と保育園は非常扉一枚でつながっているが、普段は出入りすることはできない。

## 沿革
- 1959年4月1日 - 世田谷区立瀬田中学校より分離開校。

- 1959年4月8日 - 第一回入学式が行われ、149名が入学した。

- 1959年10月15日 - 開校式が行われる。この時、校歌と校旗が制定される。

- 1961年6月29日 - 体育館の落成式が行われる。

- 1964年3月31日 - プール竣工。

- 1975年2月25日 - 新校舎第一期工事竣工。

- 1976年8月1日 - 新校舎第二期工事竣工。

- 1977年3月9日 - 新校舎落成式が行われる。

- 1980年3月31日 - 硬式テニスコート施設完成。

## アクセス
- 東急田園都市線の用賀駅から徒歩15分ほど。
- 東急バス「用賀中前」および「砧公園緑地前」から徒歩2分。

## 主な卒業生
- 田嶋幸三 - 日本サッカー協会副会長及びアジアサッカー連盟（AFC）理事
- 乙武洋匡 - 元スポーツライター。五体不満足の著者。
- 小川ローザ - モデル
- 柳樂祐里 - 柔道選手
- 高橋建登 - 1997年からJリーグの韓国籍選手の通訳をスタート。ベルマーレ平塚、柏レイソル、横浜Fマリノス、ガンバ大阪に所属。その他、FCWC、ACL、代表チームの日韓戦等のサッカーの通訳、WBCの野球の韓国代表チーム等の通訳等で活躍中。